# Mmutlana
Mmutlana est une ville du Botswana.